# Iran a la Copa del Món de futbol

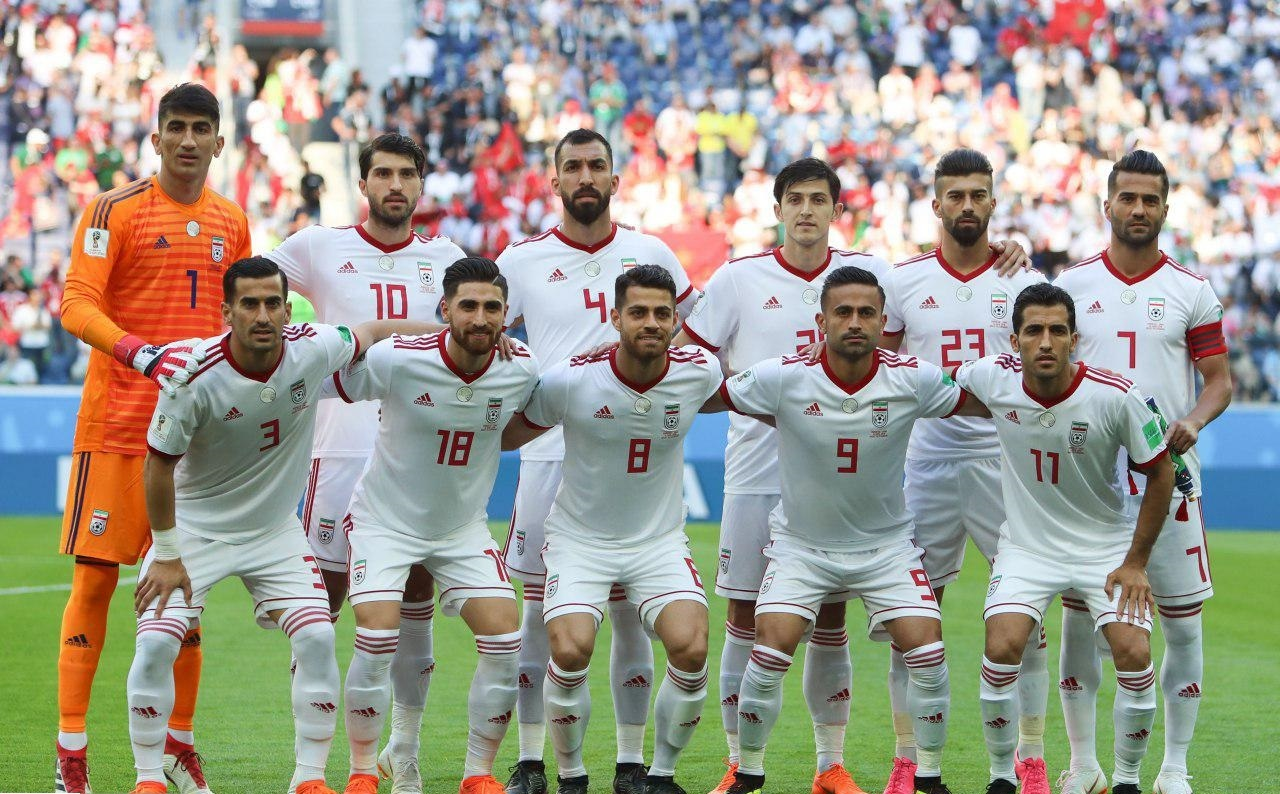
Imatge de la selecció de futbol de l'Iran en un partit contra el Marroc l'any 2018.

Aquest és el registre dels resultats de Iran a la Copa del Món. Encara que hi ha participat diverses vegades, Iran no ha estat mai campiona.

## Resum d'actuacions
Campions      Finalistes      Tercers      Quarts
| Historial a la Copa del Món | Historial a la Copa del Món | Historial a la Copa del Món | Historial a la Copa del Món | Historial a la Copa del Món | Historial a la Copa del Món | Historial a la Copa del Món | Historial a la Copa del Món | Historial a la Copa del Món |
| Edició                      | Ronda                       | Posició                     | PJ                          | PG                          | PE                          | PP                          | GF                          | GC                          |
| --------------------------- | --------------------------- | --------------------------- | --------------------------- | --------------------------- | --------------------------- | --------------------------- | --------------------------- | --------------------------- |
| 1930                        | No hi participà             | No hi participà             | No hi participà             | No hi participà             | No hi participà             | No hi participà             | No hi participà             | No hi participà             |
| 1934                        | No hi participà             | No hi participà             | No hi participà             | No hi participà             | No hi participà             | No hi participà             | No hi participà             | No hi participà             |
| 1938                        | No hi participà             | No hi participà             | No hi participà             | No hi participà             | No hi participà             | No hi participà             | No hi participà             | No hi participà             |
| 1950                        | No hi participà             | No hi participà             | No hi participà             | No hi participà             | No hi participà             | No hi participà             | No hi participà             | No hi participà             |
| 1954                        | No hi participà             | No hi participà             | No hi participà             | No hi participà             | No hi participà             | No hi participà             | No hi participà             | No hi participà             |
| 1958                        | No hi participà             | No hi participà             | No hi participà             | No hi participà             | No hi participà             | No hi participà             | No hi participà             | No hi participà             |
| 1962                        | No hi participà             | No hi participà             | No hi participà             | No hi participà             | No hi participà             | No hi participà             | No hi participà             | No hi participà             |
| 1966                        | No hi participà             | No hi participà             | No hi participà             | No hi participà             | No hi participà             | No hi participà             | No hi participà             | No hi participà             |
| 1970                        | No hi participà             | No hi participà             | No hi participà             | No hi participà             | No hi participà             | No hi participà             | No hi participà             | No hi participà             |
| 1974                        | No es classificà            | No es classificà            | No es classificà            | No es classificà            | No es classificà            | No es classificà            | No es classificà            | No es classificà            |
| 1978                        | Primera fase                | 14s                         | 3                           | 0                           | 1                           | 2                           | 2                           | 8                           |
| 1982                        | Abandonà                    | Abandonà                    | Abandonà                    | Abandonà                    | Abandonà                    | Abandonà                    | Abandonà                    | Abandonà                    |
| 1986                        | Desqualificat               | Desqualificat               | Desqualificat               | Desqualificat               | Desqualificat               | Desqualificat               | Desqualificat               | Desqualificat               |
| 1990                        | No es classificà            | No es classificà            | No es classificà            | No es classificà            | No es classificà            | No es classificà            | No es classificà            | No es classificà            |
| 1994                        | No es classificà            | No es classificà            | No es classificà            | No es classificà            | No es classificà            | No es classificà            | No es classificà            | No es classificà            |
| 1998                        | Primera fase                | 20s                         | 3                           | 1                           | 0                           | 2                           | 2                           | 4                           |
| 2002                        | No es classificà            | No es classificà            | No es classificà            | No es classificà            | No es classificà            | No es classificà            | No es classificà            | No es classificà            |
| 2006                        | Primera fase                | 25s                         | 3                           | 0                           | 1                           | 2                           | 2                           | 6                           |
| 2010                        | No es classificà            | No es classificà            | No es classificà            | No es classificà            | No es classificà            | No es classificà            | No es classificà            | No es classificà            |
| 2014                        | Primera fase                | 28s                         | 3                           | 0                           | 1                           | 2                           | 1                           | 4                           |
| 2018                        | Primera fase                | 18s                         | 3                           | 1                           | 1                           | 1                           | 2                           | 2                           |
| 2022                        | Primera fase                | 26s                         | 3                           | 1                           | 0                           | 2                           | 4                           | 7                           |
| 2026                        | Pendent                     | Pendent                     | Pendent                     | Pendent                     | Pendent                     | Pendent                     | Pendent                     | Pendent                     |
| 2030                        | Pendent                     | Pendent                     | Pendent                     | Pendent                     | Pendent                     | Pendent                     | Pendent                     | Pendent                     |
| 2034                        | Pendent                     | Pendent                     | Pendent                     | Pendent                     | Pendent                     | Pendent                     | Pendent                     | Pendent                     |
| Total                       | Primera fase                | Primera fase                | 18                          | 3                           | 4                           | 11                          | 13                          | 31                          |

## Argentina 1978

### Primera fase: Grup 4
| Pos | Equip         | PJ | PG | PE | PP | GF | GC | DG | Pts | Classificació           |
| --- | ------------- | -- | -- | -- | -- | -- | -- | -- | --- | ----------------------- |
| 1   | Perú          | 3  | 2  | 1  | 0  | 7  | 2  | +5 | 5   | Avança a la segona fase |
| 2   | Països Baixos | 3  | 1  | 1  | 1  | 5  | 3  | +2 | 3   | Avança a la segona fase |
| 3   | Escòcia       | 3  | 1  | 1  | 1  | 5  | 6  | −1 | 3   |                         |
| 4   | Iran          | 3  | 0  | 1  | 2  | 2  | 8  | −6 | 1   |                         |

| Països Baixos                       | 3–0     | Iran |
| ----------------------------------- | ------- | ---- |
| Rensenbrink 40' (p.), 62', 78' (p.) | Informe |      |

| Escòcia                | 1–1     | Iran           |
| ---------------------- | ------- | -------------- |
| Eskandarian 43' (p.p.) | Informe | Danaeifard 60' |

| Perú                                            | 4–1     | Iran        |
| ----------------------------------------------- | ------- | ----------- |
| Velásquez 2' · Cubillas 36' (p.), 39' (p.), 79' | Informe | Rowshan 41' |

## Rússia 2018

### Primera fase: Grup B
| Pos | Equip    | PJ | PG | PE | PP | GF | GC | DG | Pts | Classificació        |
| --- | -------- | -- | -- | -- | -- | -- | -- | -- | --- | -------------------- |
| 1   | Espanya  | 3  | 1  | 2  | 0  | 6  | 5  | +1 | 5   | Avança a segona fase |
| 2   | Portugal | 3  | 1  | 2  | 0  | 5  | 4  | +1 | 5   | Avança a segona fase |
| 3   | Iran     | 3  | 1  | 1  | 1  | 2  | 2  | 0  | 4   |                      |
| 4   | Marroc   | 3  | 0  | 1  | 2  | 2  | 4  | −2 | 1   |                      |

| Marroc | 0–1     | Iran                    |
| ------ | ------- | ----------------------- |
|        | Informe | Bouhaddouz 90+5' (p.p.) |

| Iran | 0–1     | Espanya         |
| ---- | ------- | --------------- |
|      | Informe | Diego Costa 54' |

| Iran                  | 1–1     | Portugal     |
| --------------------- | ------- | ------------ |
| Ansarifard 90+3' (p.) | Informe | Quaresma 45' |